# Sunningen
Sunningen est une localité de Suède située dans la commune d'Uddevalla du comté de Västra Götaland. Elle couvre une superficie de 0,8 E km2. En 2010, elle compte 742 habitants.